# Vodní nádrž Lipno II

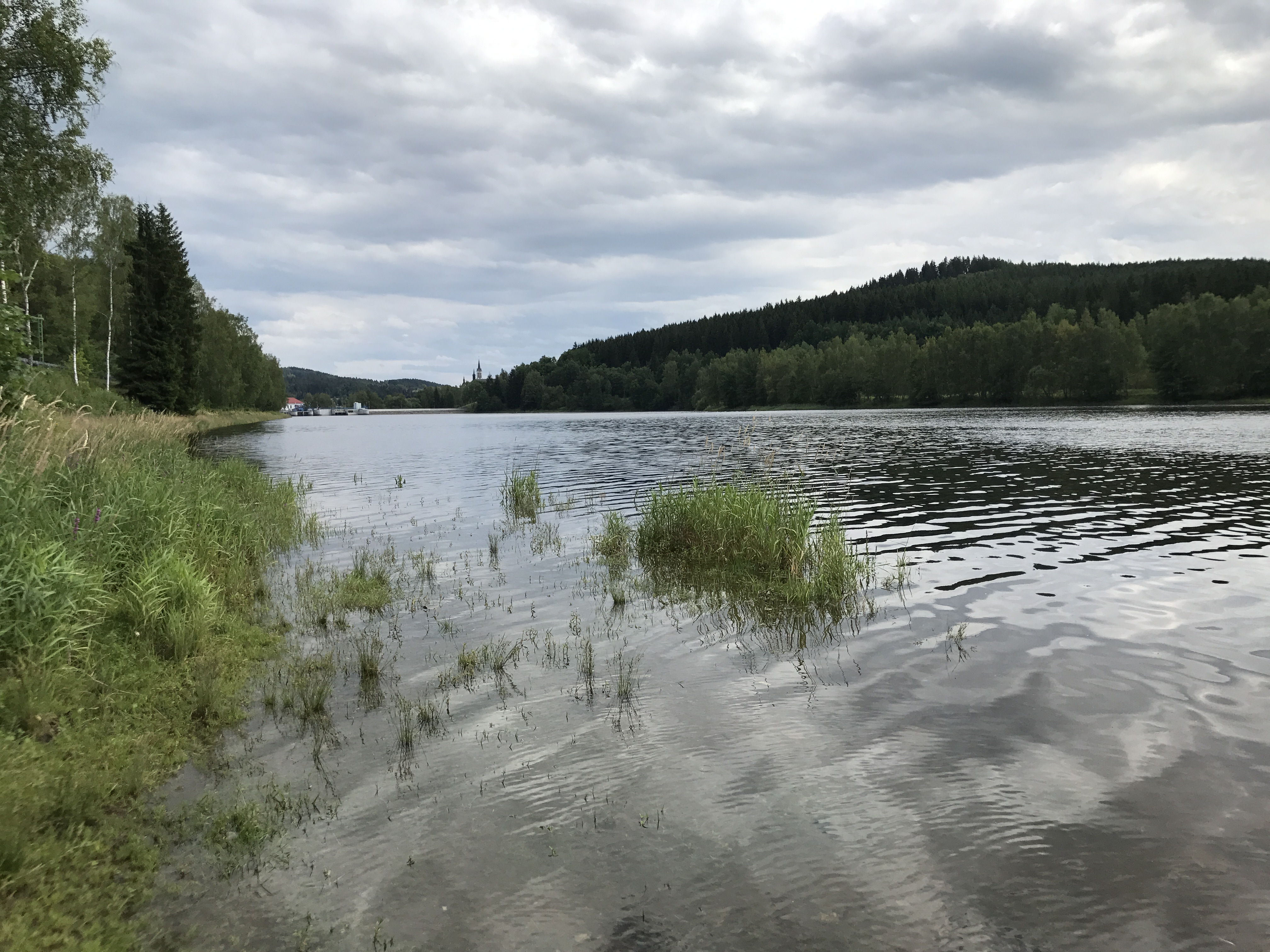
Vodní plocha nádrže Lipno II, 2017

Vodní nádrž Lipno II je vyrovnávací nádrž u Vyššího Brodu, která slouží k vyrovnávání odtoků z elektrárny na přehradní nádrži Lipno I, což je největší vodní plocha v Česku. Lipno II bylo budováno v letech 1952 až 1959, od velkého Lipna je vzdáleno vzdušnou čarou 4 kilometry. Nachází se na kótě 562,7 m n. m., tedy o 160 metrů níže než Lipno I.

## Hráz
Hráz je sypaná zemní a skládá se z betonových gravitačních funkčních bloků. Zemní hráz má střední jílové těsnicí jádro, navazující na betonovou clonu vedenou až do zdravé skály. V gravitační betonové hrázi jsou dva korunové přelivy, hrazené klapkami, násoskový přeliv, štěrková propust a vtok do průběžné vodní elektrárny.
- ř. km: 319,120
- kóta koruny: 564,11 m n. m.
- délka koruny: 224,0 m
- šířka koruny: 4,0 m
- výška hráze nade dnem: 11,5 m
- výška hráze nad základy: 19,5 m

## Elektrárna
- typ turbíny: Kaplan
- počet turbín: 1
- hltnost: 20 m³/s
- spád: max. 9,55 m
- výkon: 1,6 MW